# Bolbaffer sasakii
Bolbaffer sasakii är en skalbaggsart som beskrevs av Gussmann och Clarke H. Scholtz 2001. Bolbaffer sasakii ingår i släktet Bolbaffer och familjen Bolboceratidae. Inga underarter finns listade.